# Instituto Moderno

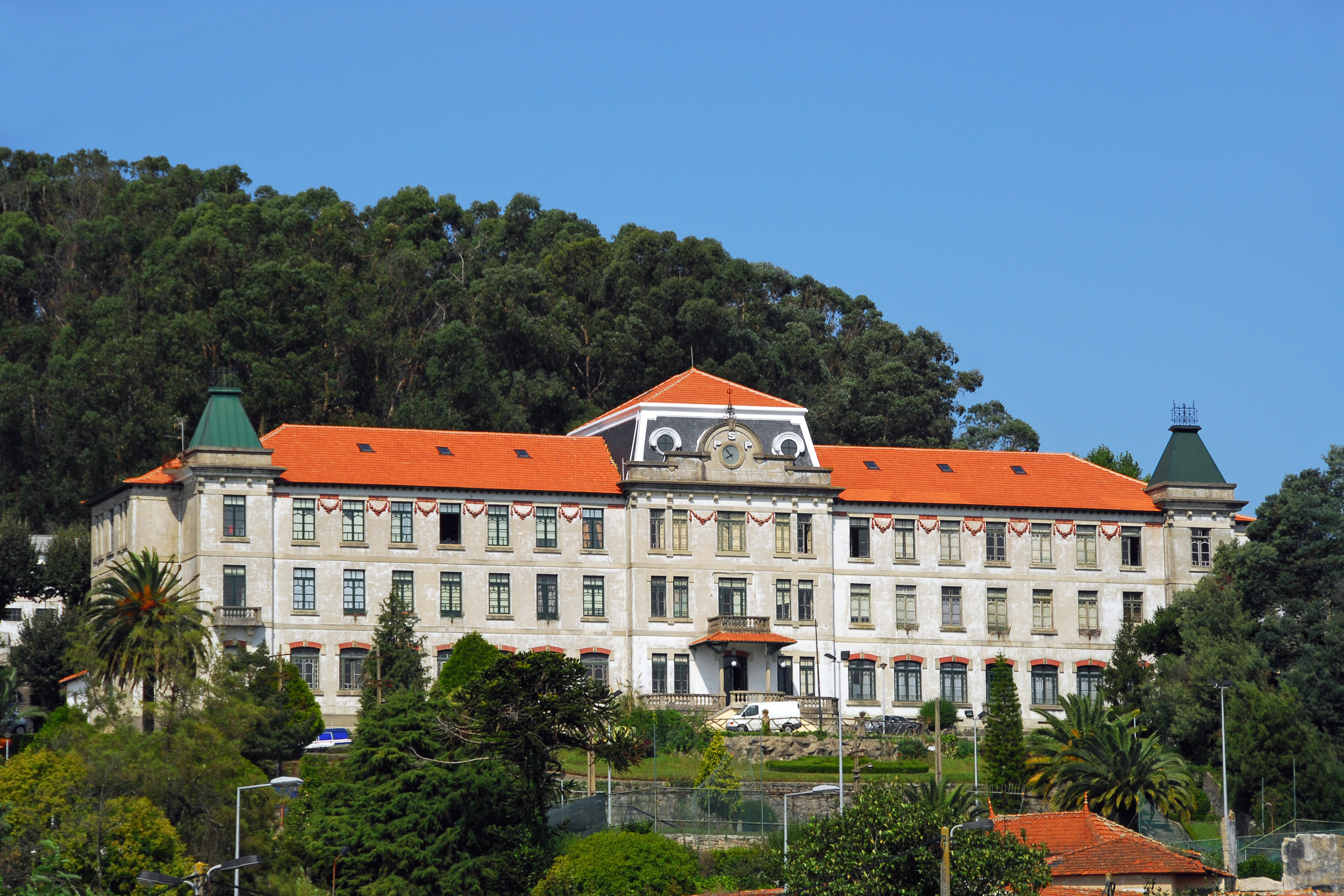
Quartel da PSP na quinta da Bela Vista.

O Instituto Moderno localizava-se na freguesia de Campanhã, cidade, Município e Distrito do Porto, em Portugal. Funcionou no edifício que corresponde hoje a um quartel da Polícia de Segurança Pública. Foi o primeiro da cidade a ser construído em cimento armado.

## História
O edifício foi iniciado em maio de 1914, propositadamente para a função escolar, destinado ao ensino primário e secundário, em regime de internato e externato. Funcionou de 1914 até 1918.
A instituição foi modelar, quer devido à qualidade das instalações, quer porque utilizou os mais modernos princípios didáticos e higiénicos da época.
Quando em 1918 se manifestou no país uma epidemia de tifo exantemático, os hospitais da cidade encontravam-se superlotados e deste modo, o Instituto, já então encerrado, foi requisitado para funcionar como seção do Hospital Joaquim Urbano, vulgo "Goelas de Pau".